# IMTS
Improved Mobile Telephone System (Sistema de Telefonía Móvil Mejorado) es un sistema de comunicación móvil analógico que fue implementado en los años 60, con muy poco éxito. Pertenece a la generación 0 de sistemas de telefonía móvil, también conocida como 0G.
Surge como necesidad de mejorar los sistemas anteriores, que emitían y recibían en la misma banda de frecuencia y, por ende, necesitaban pulsar un botón para alternar entre emisor y receptor. A estos sistemas se les conoce como sistemas push-to-talk y ya eran ampliamente usados por colectivos como taxistas y policías.
IMTS usaba un transmisor de muy alta potencia colocado en la cima de una montaña. Esto planteaba un problema claro: los nuevos sistemas IMTS se tenían que implantar muy lejos unos de otros para evitar las interferencias. Esta fue una de las razones de su fracaso.
A diferencia de los sistemas push-to-talk, IMTS no emitía y recibía en la misma banda de frecuencias. Esto eliminaba la necesidad de pulsar un botón para alternar la direccionalidad de la comunicación. IMTS ponía a disposición de los clientes 23 canales espaciados entre 150 y 450 MHz. Este número es obviamente ridículo para una población medianamente grande, por lo que solía ser costoso en tiempo el lograr obtener un tono de marcado. La pérdida de tiempo era un inconveniente muy grande, sobre todo para los colectivos especialmente interesados en el invento como policías y bomberos, y fue la puntilla final al sistema, que nunca tuvo una aceptación ni una implantación significativas.
- Datos: Q16577060